# Clara Immerwahr
Clara Immerwahr, nemška kemičarka, * 21. junij 1870, Polkendorf (danes  Wojczyce), Šlezija, Prusija (danes Poljska), † 2. maj 1915, Berlin-Dahlem, Nemško cesarstvo.
Bila je prva ženska, ki ji je bil v Nemčiji podeljen doktorat iz kemije, borka za ženske pravice in mir. Leta 1901 se je poročila s kemikom Fritzem Habrom. Njene raziskave so temeljnega pomena za sodobne baterije in električna vozila.

## Mladost in izobrazba
Clara Immerwahr je bila najmlajša hči kemika Philippa Immerwahrja in njegove žene Anne Krohn. Družina je imela judovske korenine, a je Clara 1897 prestopila v krščanstvo. Študirala je na Univerzi v Vroclavu in 1900 zagovarjala doktorsko disertacijo iz kemije z naslovom Beiträge zur Löslichkeitsbestimmung schwerlöslicher Salze des Quecksilbers, Kupfers, Bleis, Cadmiums und Zinks (Prispevek k poznavanju topnosti težko topnih živosrebrovih, bakrovih, svinčevih, kadmijevih in cinkovih soli) pod mentorstvom Richarda Abegga. S podelitvijo naziva je postala prva doktorantka vroclavske univerze in za svoje delo prejela odliko magna cum laude.

## Poroka in delo
Clara se je 1901 poročila s kolegom Fritzem Habrom. Njene možnosti raziskovanja so bile omejene, saj je morala kot ženska izpolnjevati določena družbena pričakovanja, zato se je dejavno vključila v moževe raziskave in prevajala njegova dela v angleščino. 1902 se je paru rodil sin Hermann Haber (1902–1946), edini otrok v zakonu. Tedaj je Clara končala lastne raziskave na Tehniški visoki šoli v Karlsruheju. Leta 1910 se je družina preselila v berlinsko četrt Dahlem.
Obžalovanje nad svojo podrejeno vlogo je zaupala prijateljem:
Vedno sem bila mnenja, da je vredno živeti le tedaj, če posameznik lahko povsem izkoristi vse svoje sposobnosti in poskusi izkusiti kar največ, kar mu ponuja življenje. Zaradi prav tega prepričanja sem se - med drugim - tedaj odločila poročiti ... A življenje, ki sem ga dobila, je bilo kratko ... in glavni vzrok temu je bilo Fritzevo nasilno postavljanje v ospredje, tako doma kot v zakonu, tako da je bila manj nepopustljiva in uveljavljajoča se osebnost preprosto uničena.
Med prvo svetovno vojno je Haber postal zavzet podpornik nemške vojske in je pomembno prispeval k razvoju kemičnega orožja (strupenih bojnih plinov). Vrh njegovih prizadevanj je bil nadzor nad prvo uporabo orožja za množično uničevanje v vojaški zgodovini, in sicer 22. aprila 1915 na Flamskem (Belgija).

## Smrt
Kmalu po moževi vrnitvi s Flamske se je Clara, ki se kot pacifistka ni mogla sprijazniti, da njena družina sodeluje v vojaški industriji, zjutraj na dan proslave zmage na vrtu svoje vile s Fritzevo pištolo ustrelila v prsi. 2. maja je umrla v sinovem naročju, že naslednje jutro pa je Fritz Haber odšel na vzhodno fronto v Galicijo, da preizkusi plin nad Rusi. O Clarinem samomoru časopisi niso poročali, avtopsija pa najverjetneje ni bila izvedena, zato so njegove okoliščine nejasne. O motivu zanj obstaja več teorij. Na kraju njene smrti stoji skromno obeležje.
Fritz Haber je kasneje pred nacisti prebegnil v Švico in 1934 umrl v Baslu. Njegov pepel so pokopali na Hornlijskem pokopališču, na sinovo željo pa so 1937 v grob položili tudi žaro s Clarinim pepelom. Sin Hermann Haber se je izselil v ZDA, kjer je 1946 storil samomor. Ludwig ("Lutz") Fritz Haber (1921–2004), sin Fritza Habra in druge žene, Charlotte, je 1986 izdal knjigo o zgodovini bojnih plinov The Poisonous Cloud (Strupeni oblak).

## Odmevi
Clari Immerwahr je posvečen istoimenski nemški film, posnet 2014 in leposlovno-dokumentarna dela:
- Gerit von Leitner: Der Fall Clara Immerwahr. Leben für eine humane Wissenschaft. Beck, München 1993, ISBN 3-406-37114-0.
- Sabine Friedrich: Immerwahr. Roman über Clara Immerwahr, dtv 2007, ISBN 3-423-24610-3.
- Sabine Friedrich: Immerwahr (drama po istoimenskem romanu). Theaterverlag Hofmann-Paul, Berlin 2008.
- Tony Harrison: Square Rounds (drama v verzih), Verlag Faber & Faber, 1992. ISBN 057116868X.
- Gerit von Leitner: Der Fall Clara Immerwahr. Leben für eine humane Wissenschaft. Beck, München 1993, ISBN 3-406-37114-0.